# Mologyi csata
A mologyi csata (oroszul: Би́тва при Мóлодях) Rettegett Iván uralkodásának egyik legfontosabb csatája volt az 1570–74-es orosz–török háborúban. A csata Mologyi falu közelében, Moszkvától 64 km-re délre, 1572 július–augusztusában a krími I. Devlet Giráj 40 000-60 000 fős tatár-török serege és a Mihail Vorotinszkij herceg vezette mintegy 23 000-25 000 orosz katona között zajlott le. A krímiek az előző évben felgyújtották Moszkvát, de ezúttal alaposan vereséget szenvedtek. 

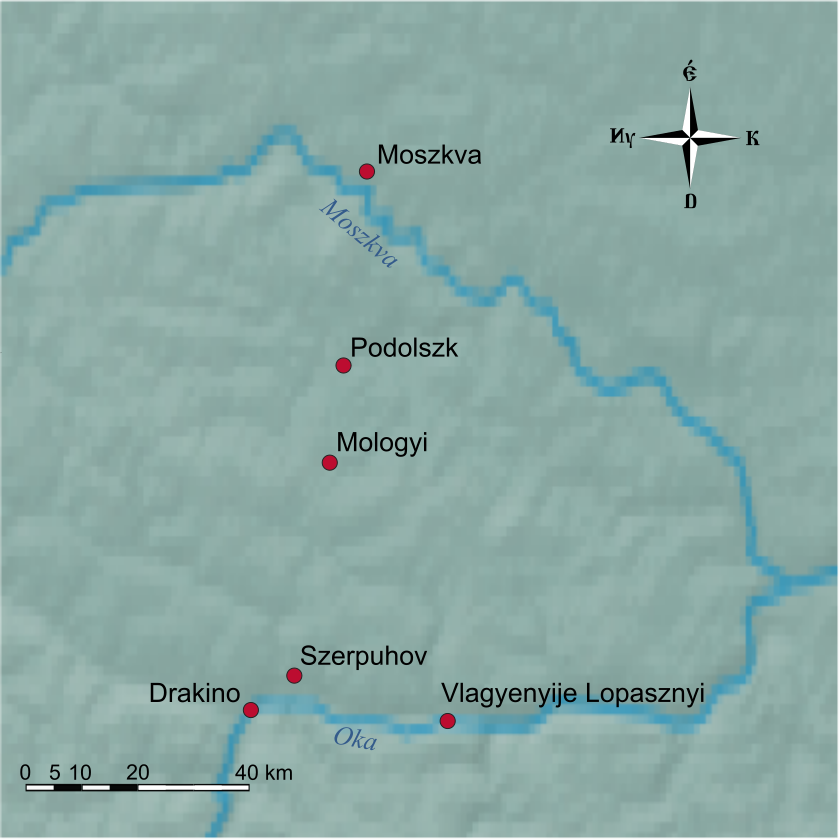
A csata helyszínének és környékének térképe

Míg az orosz cárság le volt kötve a livóniai háborúban a lengyelek ellen, a krími kán hasznot remélt déli határainak gyengeségéből. Három expedíció során Devlet Giráj kán felprédálta Dél-Oroszországot, sőt 1571-ben Moszkvát is kifosztották és felgyújtották. 1572. július 26-án a hatalmas, ágyúkkal felszerelt és török janicsárokkal megerősített kánhorda Szerpuhov közelében átkelt az Oka folyón, megtizedelte a 200 fős orosz előőrsöt, és Moszkva felé nyomult, hogy ismét kifoszthassa. Azt azonban nem tudták, hogy az oroszok felkészültek az új invázióra, és újszerű erődítményeket állítottak fel közvetlenül az Okán túl.
A különböző becslések szerint 23 000-25 000 főre becsült orosz haderőt Mihail Vorotinszkij herceg legfelsőbb parancsnoksága alá helyezték. Repnyin herceg vezette a balszárnyat, míg a jobbszárnyat Odojevszkij herceg irányította. Július 30-án a seregek összecsaptak a Lopasnya folyó közelében, minden előzetes felderítés nélkül. A harc több napig tartott, és augusztus 8-án érte el tetőpontját. A közelharc teljesen használhatatlanná tette a tatárok híres íjásztudását: a csatát elsősorban szablyákkal és lándzsákkal vívták. A tüzérséget és az arquebuszokat (nehéz puskások) az oroszok nagy hatékonysággal használták. A csatát Hvorosztyinyin herceg döntötte el, aki guljaj-gorod (гуляй-город, mint a szekérvár) típusú mozgatható erődítményeivel megkerülte a tatár hordát és a hátba került.
A csata után mindössze 20 000 tatár lovas tért vissza élve a Krím-félszigetre, a kán a csatatéren hagyta sátrát és zászlóját. Neki is alig sikerült élve elmenekülnie. A fiai és egy unokája is elesett ebben a csatában.
A korabeli dokumentumok alapján az orosz haderő a következő volt:
| Csoport     | Összetétel | létszám                                                      |
| ----------- | --- | ------------------------------------------------------------ |
| derékhad    | - Mihail Vorotinszkij herceg ezrede - Ivan Vasziljevics Seremetyev ezred - Andrej Paleckij herceg gyegyilovi ezrede - Jurij Kurljatyev herceg ezred Donkovból - galíciai, korjaki, kosztromai és balahoni ezredek - Oszip Iszupov és Mihail Rzsevszkij ezredeinek sztrelecei - Jurij Bulgakov és Ivan Fusztov ezredeinek zsoldos kozákjai - Jürgen von Fahrensbach, jurjevi és rugodivi német és kozák zsoldosezredek, Atalik Kvasnyin, az „Anyikejev fiai” muskétákkal, Ignatyij Kobjakov és Jurij Tutolminusz | - 1840 - 1065 - 350 - 200 - 1430 - 1000 - 1000 - 1300        |
|             | | Összesen: 8 255                                              |
| Jobbszárny: | - Nyikita Romanovics Odojevszkij herceg ezrede - Fjodor Vasziljevics Seremetyev ezred - Grigorij Dolgorukov herceg ezrede - Íjászok - kozákok | - 1225 - 1015 - 350 - 500 - 500                              |
|             | | Összesen: 3590                                               |
| Előrörs     | - Andrej Petrovics Hovanszkij herceg ezrede - Dmitrij Ivanovics Hvorosztyinyin herceg ezrede - Mihail Likov herceg ezrede - szmolenszki, rjazanyi és jepifanyi íjászok - kozákok - vjatkaiak bárkákon | - 1095 - 2040 - 350 - 535 - 650 - 900                        |
|             | | Összesen: 4 475                                              |
| hátvéd:     | - Ivan Petrovics Sujszkij herceg ezrede - Vaszilij Ivanovics Umnoj-Kolicsov ezrede - Andrej Vasziljevics Repnyin herceg ezrede - Pjotr Ivanovics Hvorosztyinyin ezred - kozákok | - 956 - 1713 - 766 - 585 - 650                               |
|             | | Összesen: 4670                                               |
|             | | Összesen: 20 034 és Mihail Cserkasenyin kozákjai (3000-5000) |

A korabeli krónikák nagyon nagy és megbízhatatlan adatokat közölnek, amikor a tatár hadseregről beszélnek. A Novgorodi második krónika 120 000, a Moszkvai krónika pedig 150 000 körüli létszámról ír. A modern 20 századi orosz történészek szerint a kán serege nagy valószínűséggel csak 40-60 ezer főt számlált, amelynek kétharmada a tulajdonképpeni krími hadsereg, a többi nogaj, cserkesz és az oszmán szultán által küldött janicsár gyalogos volt.

## A csata
A krími hadsereg meglehetősen szétszórt volt, és míg előretolt egységei elérték a Pahra folyót, az utóvéd csak a tőle 15 kilométerre fekvő Mologyi falut közelítette meg. Itt érte utol az orosz csapatok előrehaladott különítménye a fiatal opricsnyinakormányzó, Dmitrij Hvorosztyinyin herceg vezetésével. Heves csata tört ki, melynek következtében a krími utóvéd gyakorlatilag megsemmisült. Ez július 29-én történt.
Ezek után megtörtént az, amit Vorotinszkij remélt. Miután Devlet Giráj értesült az utóvéd vereségéről, és féltette a hátát a bekerítéstől, bevetette seregét. Hvorosztyinyin különítménye az egész krími hadsereggel találkozott, és a helyzetet helyesen felmérve a fiatal kormányzó a visszavonulással a guljaj-gorodhoz csalta a tatár sereget, amelyet ekkorra már Mologyi közelében, egy előnyös helyen várt be, egy domb és a Rozsajka folyó mellett.
A guljaj-gorodban volt egy nagy ezred Vorotinszkij parancsnoksága alatt, valamint Mihail Cserkasenyin atamán kozákjai, akik időben megérkeztek. Elhúzódó csata kezdődött, amelyre a krími hadsereg nem állt készen. 
Kisebb összecsapások sorozata után július 31-én Devlet Giráj döntő támadást indított a guljaj-gorod ellen, de visszaverték. Hadserege súlyos veszteségeket szenvedett, beleértve egy jelentős katonai vezetőt és a krími kán jobbját, Divej mirzát. A nagy veszteségek következtében a krímiek visszavonultak. Másnap a támadások abbamaradtak, de az ostromlottak helyzete is kritikus volt – rengeteg sebesült volt az erődítményben, fogyott a víz, az oroszok megették a lovakat, amelyeknek a kis faerődöket kellett volna mozgatniuk (Heinrich von Staden emlékiratai).
Augusztus 2-án Devlet Giráj ismét támadásra küldte seregét. Egy csatában akár 3 ezer orosz íjász is meghalt, akik Rozsajkánál védték a domb lábát, és a szárnyakat védő orosz lovasság is súlyos veszteségeket szenvedett. De a támadást visszaverték – a krími lovasság nem tudta elfoglalni a megerősített pozíciót. A csatában a nogaj kán és három mirza meghalt.
Ekkor a krími kán váratlan döntést hozott – megparancsolta a lovasoknak, hogy szálljanak le a lóról, és a janicsárokkal együtt gyalog támadják meg a guljaj-gorodot. A krímiek és az oszmánok felkapaszkodva holttestekkel borították be a dombot, a kán pedig újabb és újabb erőket vetett be. Az erődváros deszkafalaihoz közeledve a támadókat szablyákkal levágták, kézzel rázták őket, megpróbáltak átmászni vagy ledönteni őket, „és itt sok tatárt megvertek és számtalan kezet levágtak”.
Vorotinszkij már este, kihasználva azt a tényt, hogy az ellenség a domb egyik oldalán összpontosult és a támadások az erőiket elvonták, merész manővert hajtott végre. Csendesen kivont egy nagy ezredet az erődítményből, átvezette egy szakadékon, és hátba támadta a krímieket. Ugyanakkor Hvorosztyinyin harcosai erős ágyúdörgés kíséretében támadást hajtottak végre a város falai mögül. Mivel a krímiek és a törökök nem tudtak ellenállni a kétoldali támadásnak, fegyvereiket, szekereiket és vagyonukat elhagyva elmenekültek. A veszteségeik óriásiak voltak – mind a hétezer janicsárt, a krími mirzák többségét, valamint Devlet Giráj fiát, unokáját és vejét megölték. Sok magas krími méltóságot elfogtak.

## Fordítás
Ez a szócikk részben vagy egészben  a   Battle of Molodi című angol Wikipédia-szócikk ezen változatának fordításán alapul.  Az eredeti cikk szerkesztőit annak laptörténete sorolja fel. Ez a jelzés csupán a megfogalmazás eredetét és a szerzői jogokat jelzi, nem szolgál a cikkben szereplő információk forrásmegjelöléseként.